# Luigi Beccali
Luigi Beccali, detto Ninì (Milano, 19 novembre 1907 – Rapallo, 30 agosto 1990), è stato un mezzofondista italiano, campione olimpico a Los Angeles 1932 e campione europeo a Torino 1934 nei 1500 metri piani.

## Biografia

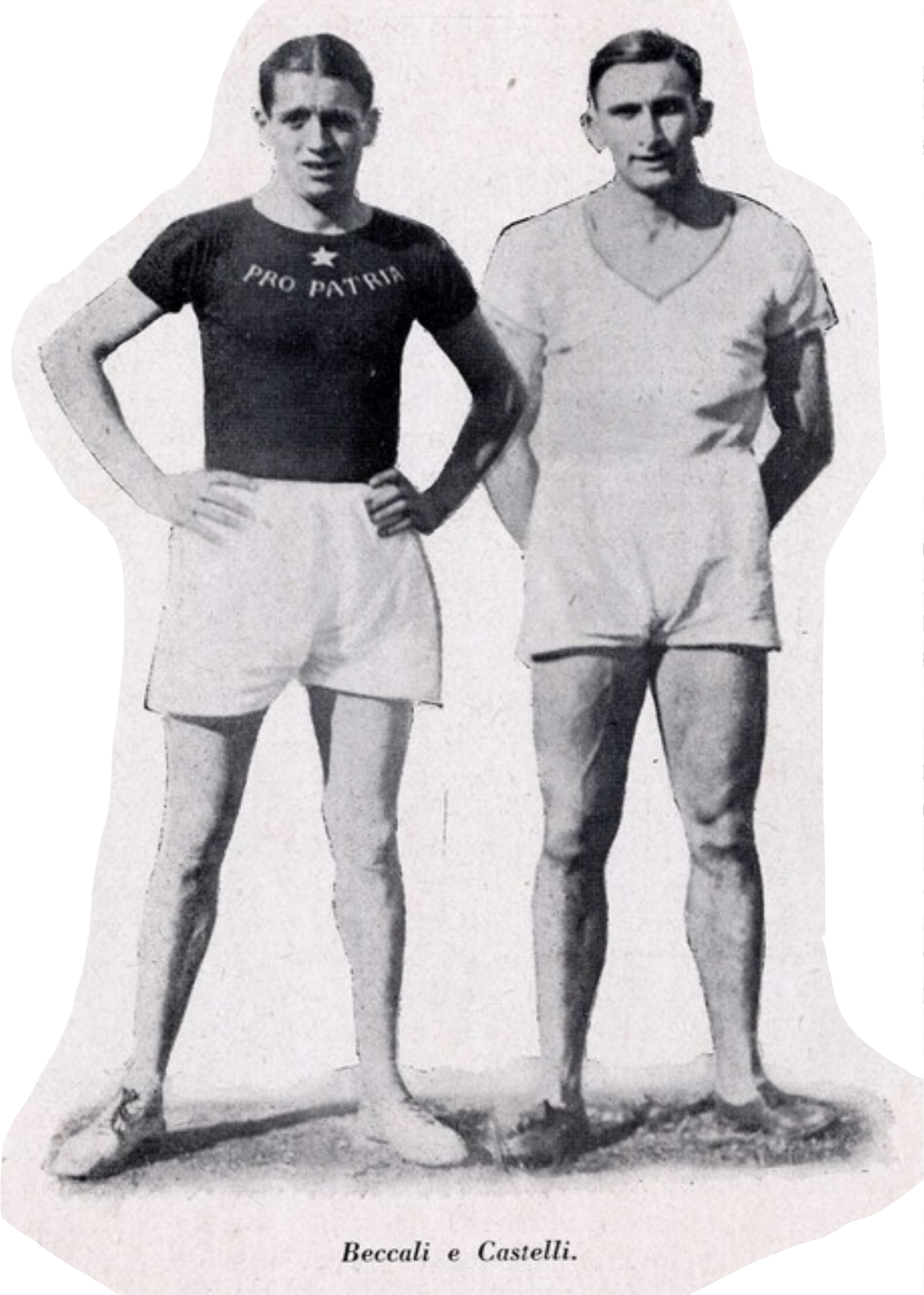
Luigi Beccali e Giuseppe Castelli

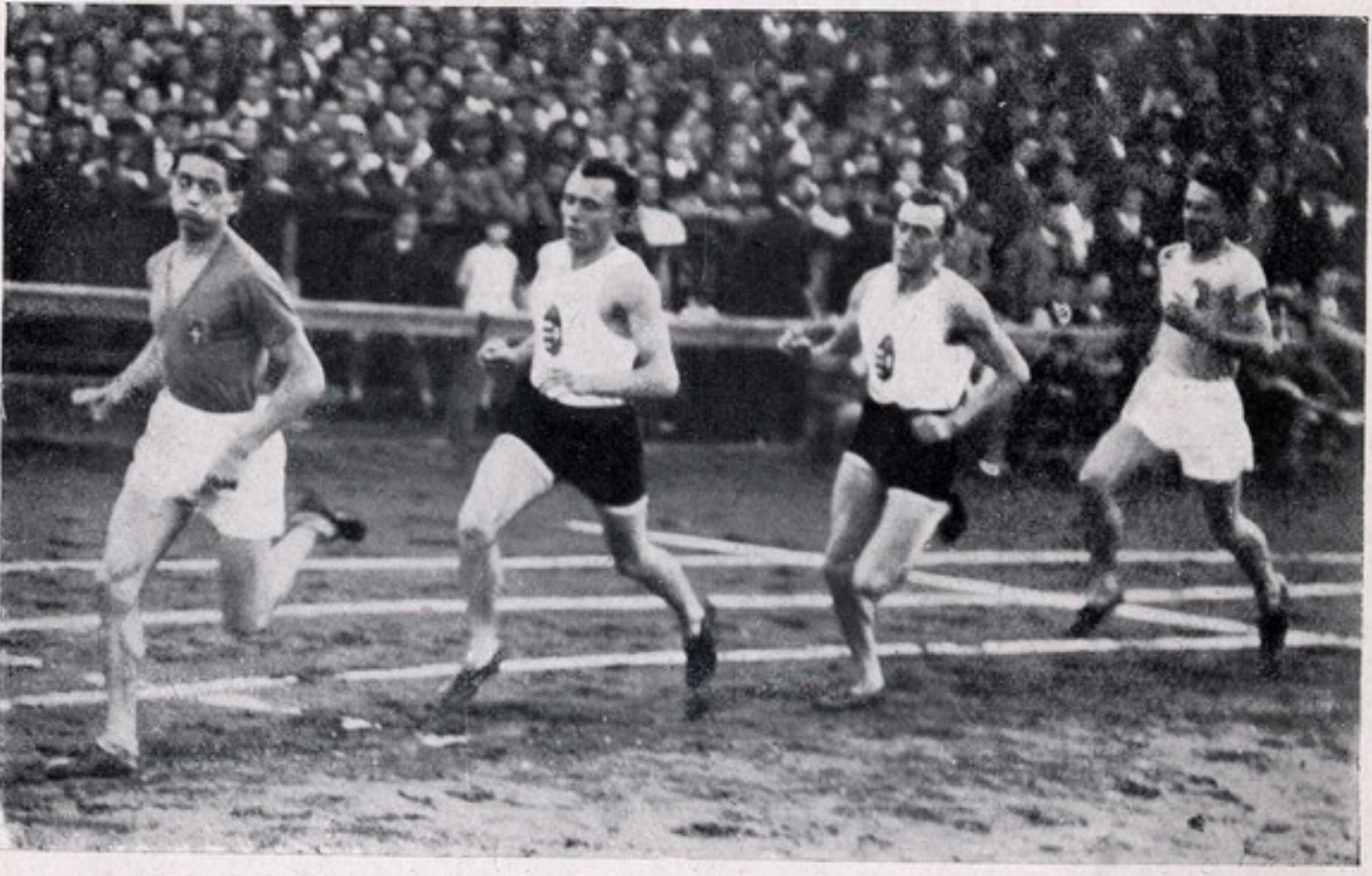
Luigi Beccali a Budapest impegnato nei 1500 m piani

Milanese, appassionato da giovanissimo di ciclismo e atletica, scelse poi di dedicarsi esclusivamente a quest'ultima. Allenato da Dino Nai, nel 1928 Beccali si aggiudicò il titolo italiano dei 1500 metri piani, che confermò anche nei tre anni successivi. Nel 1932 partecipò ai Giochi olimpici di Los Angeles dove vinse la medaglia d'oro nei 1500 m piani facendo anche segnare il nuovo record olimpico con 3'51"2.
L'anno successivo prima eguagliò con 3'49"2 il record mondiale di Jules Ladoumègue e poi lo migliorò portandolo a 3'49"0. Fece segnare anche il record mondiale nelle 1000 iarde con 2'10"0 e quello italiano nei 600 m e negli 800 m piani, rispettivamente con 1'20 e 2/5 e 1'50 e 3/5 (a soli 6 decimi da quello mondiale).
Nel 1934 si aggiudicò l'oro agli Europei di Torino nei 1500 m, oltre ad un nuovo titolo italiano. Nel 1935, oltre al quinto titolo italiano nei 1500 m fece suo anche quello nei 5000 metri piani. Nel 1936 si laureò nuovamente campione italiano nei 1500 m e partecipò ai Giochi olimpici di Berlino dove però, anche a causa di una ferita al mignolo del piede destro causata da un pestone ricevuto da un avversario, non riuscì a confermare il titolo vinto quattro anni prima, andando comunque ad aggiudicarsi il bronzo.
Conseguì lo stesso risultato due anni più tardi agli Europei di Parigi. Nello stesso anno fece suo l'ennesimo titolo italiano dei 1500 m. Con lui venne introdotto il concetto di "corsa totale". Nel 1939 si trasferì a New York a gareggiare soprattutto nelle corse indoor. Iniziata la seconda guerra mondiale, decise di rimanervi.
Abbandonata l'attività agonistica iniziò un lavoro di importazione e commercio di vini e alimentari. Risiedente a Daytona Beach, in Florida, morì durante un periodo di vacanze estive a Rapallo nel 1990, all'età di 82 anni, colto da un edema polmonare. Due giorni dopo si tenne il funerale nella locale Basilica dei Santi Gervasio e Protasio, indi la cremazione a Genova al Cimitero monumentale di Staglieno, e infine la tumulazione delle ceneri al Cimitero maggiore di Milano, nella tomba familiare.

## Palmarès
| Anno | Manifestazione  | Sede        | Evento       | Risultato | Prestazione | Note            |
| ---- | --------------- | ----------- | ------------ | --------- | ----------- | --------------- |
| 1928 | Giochi olimpici | Amsterdam   | 1500 m piani | Batteria  | n/d         |                 |
| 1932 | Giochi olimpici | Los Angeles | 1500 m piani | Oro       | 3'51"2      | Record olimpico |
| 1934 | Europei         | Torino      | 1500 m piani | Oro       | 3'54"6      |                 |
| 1936 | Giochi olimpici | Berlino     | 1500 m piani | Bronzo    | 3'49"2      |                 |
| 1938 | Europei         | Londra      | 1500 m piani | Bronzo    | 3'55"2      |                 |

## Campionati nazionali
- 1 volta campione nazionale assoluto degli 800 m piani (1931)
- 8 volte campione nazionale assoluto dei 1500 m piani (1928, 1929, 1930, 1931, 1934, 1935, 1936, 1938)
- 1 volta campione nazionale assoluto dei 5000 m piani (1935)

## Riconoscimenti
Il 12 marzo 2018, una targa con il nome di Luigi Beccali è stata inserita nel percorso Walk of Fame dello sport italiano al parco olimpico del Foro Italico a Roma, riservato agli sportivi italiani che si sono distinti per i risultati ottenuti in campo internazionale.